# Голубовцы
Голубовцы (черног. Голубовци/Golubovci) — небольшой город в Черногории в 15 км к югу от Подгорицы, административный центр городского округа Зета. Расположен в Зетской долине. Население города по переписи 2011 года составляет 3122 человек, округа — 16 093 человека.

## Демография
По переписи населения 2011 года в городе проживало 3122 человека, в округе — 16 093 человек.
Национальное распределение:
| Национальность         | Кол-во | Процент |
| ---------------------- | ------ | ------- |
| Черногорцы             | 1939   | 62.11 % |
| Сербы                  | 853    | 27.32 % |
| Албанцы                | 12     | 0.38 %  |
| Муслимане              | 10     | 0.32 %  |
| Другие и не ответившие | 308    | 9.87 %  |

## Транспорт

### Аэропорт
Аэропорт Подгорицы находится всего в 5 км от города, поэтому зачастую называется Аэропорт Голубовцы.

### Дороги
Через Голубовцы проходит трасса E65/E68 Подгорица — Бар, основная дорога соединяющая прибрежную и северную части страны.

## Спорт
В городе базируется один из самых успешных в последнее десятилетие футбольных клубов Черногории — «Зета», чемпион Черногории сезона-2006/07, постоянный участник европейских кубков.

## Известные уроженцы
- Терзич, Велимир — генерал-полковник ЮНА, историк